# Henry C. Schadeberg
Henry Carl Schadeberg (* 12. Oktober 1913 in Manitowoc, Wisconsin; † 11. Dezember 1985 in Rockbridge Baths, Virginia) war ein US-amerikanischer Politiker. Zwischen 1961 und 1965 sowie nochmals von 1967 bis 1971 vertrat er den Bundesstaat Wisconsin im US-Repräsentantenhaus.

## Werdegang
Henry Schadeberg besuchte die öffentlichen Schulen seiner Heimat und danach bis 1938 das Carroll College in Waukesha. Danach studierte er bis 1941 am Garrett Biblical Institute in Evanston (Illinois). Danach wurde er Geistlicher. Während des Zweiten Weltkrieges und im Koreakrieg war er Militärpfarrer in der US Navy. Danach gehörte er bis 1969 der Reserve der Marine an.
Politisch war Schadeberg Mitglied der Republikanischen Partei. Bei den Kongresswahlen des Jahres 1960 wurde er im ersten Wahlbezirk von Wisconsin in das US-Repräsentantenhaus in Washington, D.C. gewählt, wo er am 3. Januar 1961 die Nachfolge des Demokraten Gerald T. Flynn antrat, den er bei der Wahl geschlagen hatte. Nach einer Wiederwahl konnte er zunächst bis zum 3. Januar 1965 zwei Legislaturperioden im Kongress absolvieren. In dieser Zeit begann der Vietnamkrieg. Im Jahr 1961 wurde der 23. Verfassungszusatz im Repräsentantenhaus verabschiedet.
Bei den Wahlen des Jahres 1964 unterlag Schadeberg dem Demokraten Lynn E. Stalbaum. Seit 1960 war er mehrfach Delegierter auf den regionalen Parteitagen der Republikaner in Wisconsin. Im Jahr 1964 nahm er als Delegierter an der Republican National Convention teil; 1966 wurde er dann erneut im ersten Distrikt von Wisconsin in den Kongress gewählt. Dort löste er am 3. Januar 1967 Lynn Stalbaum wieder ab. Nach einer Wiederwahl im Jahr 1968 konnte er bis zum 3. Januar 1971 im US-Repräsentantenhaus verbleiben, wo im Jahr 1967 der 25. Verfassungszusatz verabschiedet wurde.
Bei den Wahlen des Jahres 1970 unterlag Henry Schadeberg dem Demokraten Les Aspin. Danach zog er sich aus der Politik zurück. Er starb am 11. Dezember 1985 in Rockbridge Baths, wohin er inzwischen gezogen war.